# Johannes I van Antiochië
Johannes (†441 of †442) was patriarch van Antiochië van ca.429 tot 441/442. Hij was goed bevriend met patriarch van Constantinopel Nestorius en was een aanhanger van de tweenaturenleer.
Hij was een van de laatkomers op het Concilie van Efeze (431) omdat het bijeenkomen in die tijd werd bemoeilijkt door de vele conflicten. Cyrillus van Alexandrië, patriarch van Alexandrië had geen zin om op de laatkomers te wachten en startte, onder groot protest van Nestorius, op 22 juni het concilie. De leer van Cyrillus van Alexandrië werd goedgekeurd, Nestorius veroordeeld en afgezet.
De laattijdige aankomst van Johannes van Antiochië en de Syrische bisschoppen op 26 juni leidde daarna nog tot verzet onder de nestorianen, die kort de keizer Theodosius II van Byzantium voor zich wisten te winnen en Cyrillus en de zijnen wisten te isoleren. Zij organiseerden een eigen concilie en excommuniceerden op hun beurt Cyrillus van Alexandrië. In juli kwamen ook de afgevaardigden van Paus Celestinus I aan. Zij zetten uiteindelijk hun handtekening onder de veroordeling van Nestorius en gaven blijk het besluit van 22 juni te willen respecteren. Zo werd ten slotte de afzetting van Nestorius algemeen erkend en een nieuwe patriarch van Constantinopel aangesteld. In 433 werden Cyrillus en Johannes door bemiddeling van o.a. de paus en de keizer met elkaar verzoend.